# Haspelschiedt
Haspelschiedt é uma comuna francesa na região administrativa de Grande Leste, no departamento de Mosela. Estende-se por uma área de 25,2 km². Em 2010 a comuna tinha 313 habitantes (densidade: 12,4 hab./km²).